# یاکوبوس فان اخموند
یاکوبوس فان اخموند (هلندی: Jacobus van Egmond; ۱۷ فوریهٔ ۱۹۰۸ – ۹ ژانویهٔ ۱۹۶۹) دوچرخه‌سوار اهل هلند بود.
وی در مسابقات کشوری و بین‌المللی در مجموع برندهٔ ۲ مدال طلا، ۱ مدال نقره شده‌است.